# Владимир Георгиев (шахматист)
Вижте пояснителната страница за други личности с името Владимир Георгиев.
Владимир Георгиев е български шахматист, състезаващ се за Северна Македония от 2002 г. Става международен майстор през 1995 г. и гросмайстор през 2000 г.
Георгиев е многократен юношески шампион на България и европейски вицешампион от 1992 г. През 1991 г. е победител в първенството на Русия до 16 г. възраст.
Той е шампион на България по шахмат за 1995 г. и на Република Македония през 2007 г.
Участва на четири шахматни олимпиади, където изиграва 46 партии (21 победи, 15 равенства и 10 загуби). На олимпиадата в Калвия през 2004 г. печели сребърен медал на трета дъска.
Треньор е на бившата световна шампионка по шахмат Антоанета Стефанова.

## Турнирни резултати
- 1996 – Шалон, Франция 1 м.; Нигрян, Испания 1 м., Балагер, Испания 2 м.
- 1997 – Тулон, Франция 1 м.; Бордо, Франция 1 м.
- 1998 – Балагер, Испания; Шамбер, Франция 1 м.; Лион, Франция 1 м.
- 1999 – Тулон, Франция 1 м.; Байлен, Испания 1 м.; Порто, Португалия 1 м.; Барбера, Испания 1 м.
- 2000 – Барбера, Испания 1 м.; Торино, Италия 1-3 м.; Салу, Испания 1-2 м.; Бургос, Испания 1 м.
- 2001 – Кутро, Испания 1-2 м.
- 2002 – Торино, Италия 1-2 м.; Кутро, Испания 2 м.
- 2001/02 – Реджо Емилия, Италия 1 м.
- 2003 – Бад Вьорисхофен, Германия 2-3 м.; Белфор, Франция 2 м.; Любляна, Словения 2-7 м.; Сиджес, Испания 1-3 м.
- 2005 – Вайк ан Зее – С, Холандия 1 м.
- 2006 – Чикаго, САЩ 2-4 м.
- 2007 – Нойхаузен, Германия 1-2 м.; Верона, Италия 1-2 м.
- 2008 – Бад Вьорисхофен, Германия 1-5 м.; Нойхаузен, Германия 1-3 м.

## Участия на шахматни олимпиади
| Година | Организатор | Отбор               | Класиране (отборно) | Дъска         |
| 1996   | Ереван      | България            | 9                   | Първа резерва |
| 2002   | Блед        | Република Македония | 11                  | Втора         |
| 2004   | Калвия      | Република Македония | 42                  | Трета         |
| 2006   | Торино      | Република Македония | 33                  | Втора         |

## Участия на европейски първенства
| Година | Организатор | Отбор               | Класиране (отборно) | Дъска   |
| 1999   | Батуми      | България            | 4                   | Резерва |
| 2003   | Пловдив     | Република Македония | 12                  | Втора   |
| 2005   | Гьотеборг   | Република Македония | 25                  | Първа   |
| 2007   | Ираклион    | Република Македония | 17                  | Първа   |